# Erich Steffen (Chorleiter)
Erich Steffen (auch Erich Brunow; geboren 20. Februar 1900 in Berlin; gestorben 17. Mai 1974 ebenda) war ein deutscher Chorleiter und Musikpädagoge. 1922 gründete er den Berliner Mozart-Chor.

## Leben und Wirken
Erich Steffen wurde am 20. Februar 1900 in Berlin geboren. Sein Vater Robert Steffen war Prokurist; seine Mutter hieß Anna Steffen (geb. Dietrich).
Steffen studierte von 1918 bis 1919 in Berlin Klavier und Gesang bei Artur Eccarius-Sieber, von 1920 bis 1921 Klavier und Theorie bei Alfred Bortz, 1922 am Zentralinstitut für Erziehung und Unterricht, bis 1923 Chordirigat und Gesang bei Alfred Höpel, von 1926 bis 1927 an der Staatlichen Akademie für Kirchen- und Schulmusik.
1922 gründete Steffen den Berliner Mozart-Chor, zunächst als kleineren Schulchor, den er als Grundschullehrer in der Weißenseer Wörthstraße leitete. 1923 gab der Chor sein erstes Konzert in der Berliner Singakademie. Mit den Jahren wuchs der Chor und musste mehrmals den Probenort wechseln, Konzertreisen führten die Mitglieder durch das ganze Deutsche Reich.
1937 wurde der Chor unter drohender Auflösung – wie auch der Leipziger Thomanerchor oder die Regensburger Domspatzen – in die Hitlerjugend eingegliedert. Hannes Esser, langjähriges Mitglied, bewertete den Chor jedoch nie als politisches Zielrohr der Nationalsozialisten.

„Erich Steffen hat es verstanden, sein in den 30er Jahren begonnenes Repertoire im wesentlichen bis in die 70er Jahre beizubehalten und nach seinen persönlichen Vorstellungen auszubauen, nicht nach Vorgaben und politischen Leitlinien während des ‚Dritten Reiches‘.“

Zum 1. Januar 1942 trat Steffen der NSDAP bei. Im Oktober 1944 wurde er zum Wehrdienst einberufen, die Chorleitung an Ulla Köhler übertragen, die für die Evakuierung der Chorsänger sorgte. 1945 geriet Steffen in sowjetische Gefangenschaft, wurde jedoch nach kurzer Zeit wieder frei gelassen. Nach den ersten zwei bis drei Chorproben wieder im Mozart-Chor wurde Steffen dann erneut für fünf Jahre in sowjetischer Gefangenschaft im ehemaligen KZ Sachsenhausen interniert. Nachdem er 1950 freigelassen wurde, arbeitete er wieder als Lehrer an der Volksschule in der Lützenburger Straße, gründete den Chor neu und wurde Leiter der Volksmusikschule der Volkshochschule Berlin-Wilmersdorf (heute city west).
1972 erkrankte Steffen schwer, er musste die Leitung des Chores abgeben. Am 17. Mai 1974 verstarb Erich Steffen in Berlin. Mit seiner Frau Margarethe (geb. Hiltmann) hatte er  zwei Töchter: Ruth-Marion und Eva-Maria. Hannes Esser schätzt, dass unter Steffens Leitung „sicher einige Tausend Kinder“ im Chor gesungen hätten.